# 윈리치 콜브
윈리치 콜브(Winrich Kolbe, Winrich Ernst Rudolf Kolbe, 1940년 8월 9일 ~ 2012년 9월)는 네덜란드 암스테르담 태생의 독일계 미국인 텔레비전 감독, 텔레비전 프로듀서이다. 4개의 텔레비전 시리즈에 걸쳐 스타 트렉 48화를 감독한 것으로 유명하다.

## 선별된 참여 작품

### 텔레비전 감독
- 24 (드라마)
- 엔젤 (드라마)
- 전격 Z작전
- 매그넘 P.I.
- 스타 트렉: 딥 스페이스 나인
- 스타 트렉: 엔터프라이즈
- 스타 트렉: 더 넥스트 제너레이션
- 스타 트렉: 보이저
- 타임머신 (드라마)